# Коги (деревня)
Коги — деревня в Калязинском районе Тверской области. Входит в состав Алфёровского сельского поселения.

## География
Находится в юго-восточной части Тверской области на расстоянии приблизительно 10 км на юг-юго-запад по прямой от железнодорожной станции Калязин в лесном массиве.

## История
Была отмечена на карте 1825 года. В 1859 году здесь (тогда деревня Калязинского уезда Тверской губернии) было учтено 18 дворов, в 1941 — 19, в 1978 —16. Ныне имеет дачный характер.

## Население
Численность населения: 41 человек (1859 год), 0 как в 2002 году, так и в 2010.